# Asylum (Лунный рыцарь)
«Asylum» (с англ. — «Психбольница») — пятый эпизод американского телесериала «Лунный рыцарь» (2022), основанного на одноимённом персонаже издания Marvel Comics. В этом эпизоде Марк Спектор и Стивен Грант путешествуют по своим воспоминаниям, чтобы уравновесить душу на Весах Справедливости. Действие эпизода происходит в медиафраншизе «Кинематографическая вселенная Marvel» (КВМ), разделяя преемственность с фильмами франшизы. Сценарий к нему написали Ребекка Кирш и Мэттью Ортон, а режиссёром выступил Мохамед Диаб.
Оскар Айзек исполняет роль Марка Спектра / Лунного рыцаря и Стивена Гранта. Главные роли также исполняют Антония Салиб и Итан Хоук. В ноябре 2021 года Джереми Слейтер был нанят в качестве главного сценариста и исполнительного продюсера для сериала.
Эпизод «Психбольница» был выпущен на стриминговом сервисе Disney+ 27 апреля 2022 года.

## Сюжет
Действие эпизода разделяется на две связанные между друг другом линии повествования: в одной Марк Спектор / Стивен Грант общается с психиатром Артуром Хэрроу, а в другой, и Марк и Стивен взаимодействуют с богиней Таурт всё в той же психиатрической лечебнице.
Стивен Грант идентифицирует существо с головой бегемота как египетскую богиню Таурт, которая объясняет ему и Марку, что они мертвы и что «психиатрическая больница» на самом деле находится внутри лодки, плывущей через пески Дуата. Она взвешивает их сердца на весах Справедливости, чтобы определить, будет ли им позволено войти в тростниковое поле, и советует им помочь друг другу выявить скрытые воспоминания, которые вызвали дисбаланс весов. Грант видит воспоминание о том, как младший брат Спектора, Рэндалл, утонул в пещере, а мать Спектора, Венди, обвиняет в этом маленького Марка. Спектор рассказывает Гранту, как он стал аватаром Хонсу во время миссии со своим напарником. Спектор и Грант убеждают Таурт позволить им вернуться в мир живых, чтобы остановить Артура Хэрроу, отправляющего души людей в Дуат до их времени, и она направляет лодку к Вратам Осириса.
Доктор Артур Хэрроу, версия Хэрроу в подсознании Марка, убеждает Спектора полностью открыться Гранту, и Марк неохотно объясняет, что он неосознанно создал Гранта в результате жестокого обращения к нему его матери после гибели Рэндалла. Грант и Спектор примиряются друг с другом, но их весы не уравновешиваются, и на них нападают враждебные духи Дуата. Отбиваясь от них, Грант падает с лодки, и его поглощают пески Дуата. Весы уравновешиваются, и Спектор оказывается на Тростниковом поле.

## Производство

### Разработка
В августе 2019 года Marvel Studios объявила о разработке сериала о Лунном Рыцаре для стримингового сервиса Disney+. В октябре 2020 года Мохамед Диаб был назначен режиссёром четырёх эпизодов сериала, включая пятый. Диаб также выступил исполнительным продюсером эпизода совместно с Джереми Слейтером, Кевином Файги, Луисом Д’Эспозито, Викторией Алонсо, Брэдом Уиндербаумом и Грантом Кёртисом, а также Оскаром Айзеком:2.

### Сценарий
Пятый эпизод получил наименование «Asylum» (с англ. — «Психбольница»), авторами сценария выступили Ребекка Кирш и Мэттью Ортон.
Во время работы над сериалом Слейтер постоянно обращался к плакату, на котором были изображены различные египетские божества, и был очарован богиней Таурт, изображаемой в виде гиппопотама. Включение богини Таурт, проводящей души через Дуат, в сценарий помогло разработать сюжет для второй половины сериала и создать ход с убийством Марка Спектора и Стивена Гранта. В эпизоде раскрывается история происхождения Спектора и Гранта, и что именно из-за гибели брата и избиений матери, у Марка развилось диссоциативное расстройство личности и в его сознании появился Стивен Грант, в качестве защитного механизма от стрессовых ситуаций. Тем самым Диаб подтвердил, что самым большим страхом Спектора была смерть его брата.
Слейтер также написал эпизод так, чтобы он вращался вокруг Спектора и Гранта, и их «внутреннего путешествия в течение всего эпизода». Он посчитал, что им не нужно уравновешивать душу Джейка Локли, ещё одной личности Лунного рыцаря, поскольку Грант и Спектор не знали о его существовании. Он также отметил, что именно Грант в конце концов будет тем, кто уравновесит их весы Справедливости.

### Подбор актёров
Главные роли в эпизоде сыграли Оскар Айзек в роли Марка Спектора / Лунного рыцаря и Стивена Гранта / Мистера Найта, Мэй Каламави в роли Лейлы Аль-Фаули, Энн Акинджирин в роли Бобби Кеннеди, Дэвид Гэнли в роли Билли Фитцджеральда. Фернанда Андраде исполнила роль матери Марка, Венди Спектор, а Рей Лукас — отца Марка, Элиаса Спектора. Антония Салиб озвучила богиню Таурт, Карим Эль-Хаким исполнил роль бога Хонсу на съёмочной площадке, а Ф. Мюррей Абрахам озвучил персонажа; Итан Хоук сыграл роль Артура Хэрроу:44:08–44:28.
В фильме также снялись Клаудио Фабиан Контрерас в роли брата Марка, Рэндалла Спектора, Карлос Санчес в роли молодого Спектора и Гранта, Дэвид Джейк Родригес в роли подростка Спектора и Усама Солиман в роли отца Лейлы, Абдаллы Аль-Фаули:45:20.

### Дизайн
Вступительные и финальные титры сериала были разработаны компанией Perception. В конце титров каждого эпизода изображается новая фаза Луны, начинающаяся с полумесяца в первом эпизоде.

### Съёмки и визуальные эффекты
Съёмки эпизода проходили на Origo Studios в Будапеште:8, режиссёром выступил Мохамед Диаб, а оператором — Грегори Миддлтон:24–25. Миддлтон использовал три камеры для съёмки сцен с прошлым Спектора, а для сцены, где Грант наблюдает за тем, как Спектор пытается спасти брата в пещере, съёмочная команда использовала настоящую пещеру. Для внутренних съёмок они также построили другую пещеру и погружали Айзека в управляемый резервуар с водой. Творческая группа решила показать как можно меньше, так как посчитала, что так будет лучше. Миддлтон объяснил, что это было сделано для того, чтобы «создать настроение и сделать его соответствующим темноте. Это ощущение тайны», а Диаб заявил: «Это такой призрачный момент. Вы не видите, что происходит, но видите последствия. Мне нравится повествование в этом моменте».
Визуальные эффекты для эпизода были созданы компаниями Framestore, Method Studios, Zoic Studios, Base FX, Keep Me Posted, Crafty Apes, Mammal Studios и Wētā FX:46:26–46:44. Миддлтон использовал золото для оформления сцен с Вратами Осириса и храмом Хонсу. Он также консультировался с командой превизуализации, которая создала компьютерную анимацию для богини Таурт, и стремился как можно лучше передать игру Салиб во время съёмок.

### Музыка
Музыкальное сопровождение для сериала, в частности, и пятого эпизода, в начале марта 2022 года написал египетский композитор Хешам Назих. В эпизоде также звучит песня «Más Allá del Sol» в исполнении Мануэля Бонильи.

## Маркетинговая кампания
Как и в первых двух эпизодах, в пятом эпизоде был размещён QR-код, отсканировав который, зрители могли получить бесплатную цифровую копию комикса Moon Knight vol. 1 #1. После выхода эпизода компания Marvel в рамках еженедельной акции «Marvel Must Haves», посвящённой каждому эпизоду сериала, анонсировала товары, вдохновлённые этим эпизодом, включая одежду, различные аксессуары и статуэтку Лунного рыцаря.

## Премьера
Эпизод «Психбольница» был выпущен на стриминговом сервисе Disney+	27 апреля 2022 года. Пятый эпизод, как и все остальные эпизоды сериала, был выпущен 30 апреля 2024 года на Ultra HD Blu-ray и Blu-ray.

## Восприятие

### Реакция аудитории
По данным Nielsen Media Research, которые измеряют количество минут, просмотренных на телевидении американской аудиторией, «Лунный рыцарь» стал третьим самым просматриваемым оригинальным сериалом на потоковых сервисах за неделю с 25 апреля по 1 мая 2022 года с 681 млн просмотренных минут, что на 8,1 % больше, чем на предыдущей неделе. По данным Whip Media, «Лунный рыцарь» стал лучшим потоковым сериалом для зрителей в США за неделю, закончившуюся 1 мая.

### Реакция критиков
На сайте-агрегаторе рецензий Rotten Tomatoes эпизод имеет рейтинг одобрения 95 % на основе 19 отзывов со средней оценкой 8,4/10. Согласно консенсусу критиков: «„Лунный рыцарь“ уходит в себя, представляя самостоятельную серию, которая раскрывает предысторию героя, одновременно усиливая эмоциональный накал всего сезона».
Кристен Ховард из Den of Geek считает, что основная проблема «Лунного рыцаря» — это «вложенность», и говорит, что трудновато принять другую личность персонажа, поскольку до этого эпизода сериал был сосредоточен на Гранте. Ховард заключил, что эпизод ощущается как «долгий, прохладный стакан воды» и поставил ему 4,5 звезды из 5. Шон Кин из CNET назвал сцену гибели Рэндалла душераздирающей. Мэтт Фаулер из IGN поставил эпизоду 9 баллов из 10, отметив, что в нём не так много откровений, поскольку Грант узнал то, о чём ему и зрителям уже рассказывали, но он также похвалил «отличную игру» Айзека и сказал, что её «достаточно, чтобы с лёгкостью выдержать наполненный эффектами» эпизод. Мануэль Бетанкур из The A.V. Club назвал заключение Спектора и Гранта в психиатрическую лечебницу «весьма изобретательным», отметив то, что с учётом интереса сериала к психическому здоровью и способам, которыми люди развивают механизмы для их лечения, «не удивительно, что „Лунный рыцарь“ стал психологической драмой в стиле Кристофера Нолана».

### Награды и номинации
TVLine назвали Айзека «Исполнителем недели», начиная с недели от 25 апреля 2022 года за его игру в этом эпизоде, наряду с Майклом Мэндо в сериале «Лучше звоните Солу». На 74-й церемонии вручения Прайм-таймовой премии «Эмми», Миддлтон был номинирован в категории «Выдающаяся операторская работа для ограниченного или антологического сериала / фильма», а Хешам Назих — в категории «Выдающаяся музыкальная композиция для ограниченного или антологического сериала, фильма или спецвыпуска».